# ミッドナイト・サン 〜タイヨウのうた〜
『ミッドナイト・サン 〜タイヨウのうた〜』（Midnight Sun）は、2018年のアメリカ合衆国の青春映画。監督はスコット・スピアー、主演はベラ・ソーンとパトリック・シュワルツェネッガーが務めた。
2006年の日本映画『タイヨウのうた』のハリウッド・リメイクである。本作の日本語字幕は野城尚子が担当している。

## ストーリー
17歳になったケイティ・プライスは色素性乾皮症を患っており、それが原因で外出もままならない日々を送ってきた。家にいざるを得ない昼間、ケイティの話し相手になれるのは父親（ジャック）しかいなかった。ただ、夜になれば、ケイティは外に繰出すことができた。天気の良い夜には、彼女は決まってギターの弾き語りをするのだった。
ある日の夜、ケイティは隣人のチャーリーと初めて会話を交わすことができた。ケイティは前々からチャーリーのことを知っており、寝室から彼の部屋を覗くなどしていたが、直接会うことは叶わずにいたのである。
それからというもの、ケイティはチャーリーと親交を深めていったが、それが却ってケイティの苦悩を深めることにもなった。果たして自分は普通の生活を送れるのかと。

## キャスト
※括弧内は日本語吹替
- ケイティ・プライス（雨音薫にあたる） - ベラ・ソーン[8][9]（坂本真綾）
- チャーリー・リード（藤代孝治にあたる） - パトリック・シュワルツェネッガー[8][9]（浪川大輔）
- ジャック・プライス （雨音謙にあたる）  - ロブ・リグル（堀内賢雄）
- モーガン（松前美咲にあたる）- クイン・シェパード（小若和郁那）
- マーク・リード - ケン・トレンブレット（真木駿一）
- ポーラ・フレミング医師 - スレイカ・マシュー（仲村かおり）

## 製作
2015年6月22日、スコット・スピアーがパトリック・シュワルツェネッガーとベラ・ソーンが主演を務める新作映画の監督に起用されたと報じられた。10月9日、ロブ・リグルが本作に出演するとの報道があった。
2015年10月12日、本作の主要撮影がバンクーバーで始まった。

## 公開
2016年10月、オープン・ロード・フィルムズが本作の配給権を獲得し、2017年7月14日に全米公開すると発表したが、後に本作の全米公開日は2018年3月23日に延期されることとなった。

## 興行収入
本作は『パシフィック・リム: アップライジング』、『アンセイン 〜狂気の真実〜』、『パウロ 愛と赦しの物語』、『名探偵シャーロック・ノームズ』と同じ週に封切られ、公開初週末に500万ドル前後を稼ぎ出すと予想されていたが、実際の数字はそれを下回るものであった。2018年3月23日、本作は全米2173館で公開され、公開初週末に400万ドルを稼ぎ出し、週末興行収入ランキング初登場10位となった。

## 評価
本作に対する批評家の評価は芳しいものではない。映画批評集積サイトのRotten Tomatoesには56件のレビューがあり、批評家支持率は21%、平均点は10点満点で4.2点となっている。サイト側による批評家の見解の要約は「『ミッドナイト・サン 〜タイヨウのうた〜』は作為的なティーン・ロマンス映画としては典型的なものである。悪いことに、それは色素性乾皮症の不正確な描写のために際立っている。」となっている。また、Metacriticには14件のレビューがあり、加重平均値は38/100となっている。なお、本作のCinemaScoreはA-となっている。